# Керпен
Керпен (њем. Kerpen) град је у њемачкој савезној држави Северна Рајна-Вестфалија. Једно је од 10 општинских средишта округа Рајн-Ерфт. Према процјени из 2010. у граду је живјело 64.746 становника. Посједује регионалну шифру (AGS) 5362032, NUTS (DEA27) и LOCODE (DE KER) код.

## Географски и демографски подаци
Керпен се налази у савезној држави Северна Рајна-Вестфалија у округу Рајн-Ерфт. Град се налази на надморској висини од 95 метара. Површина општине износи 113,9 km². У самом граду је, према процјени из 2010. године, живјело 64.746 становника. Просјечна густина становништва износи 568 становника/km².

## Међународна сарадња
| Мјесто    | Држава | Врста сарадње | Од    |
| --------- | ------ | ------------- | ----- |
| Освјенћим | Пољска | партнерство   | 1997. |
| Извор     |        |               |       |

## Познате личности
- Родно мјесто Михаела Шумахера, возача и седмоструког шампиона Формуле 1